# Myioscotiptera cincta
Myioscotiptera cincta är en tvåvingeart som beskrevs av Giglio-tos 1893. Myioscotiptera cincta ingår i släktet Myioscotiptera och familjen parasitflugor. Inga underarter finns listade i Catalogue of Life.